# Josip Rumac
Josip Rumac, né le 26 octobre 1994 à Rijeka, est un coureur cycliste croate membre de l'équipe Meridiana Kamen.

## Biographie
En 2011, il devient champion de Croatie sur route et du contre-la-montre juniors. Il se révèle mondialement en 2012 en terminant troisième du championnat du monde sur route juniors et troisième du Giro del Mendrisiotto juniors. Il prend également la neuvième place du Grand Prix Rüebliland.
En 2020, il est sélectionné pour représenter son pays aux championnats d'Europe de cyclisme sur route organisés à Plouay dans le Morbihan. Il se classe vingt-et-unième de la course en ligne. Le mois suivant, il termine dix-huitième du Tour de Hongrie.

## Palmarès sur route
- 2011
  -  Champion de Croatie sur route juniors
  -  Champion de Croatie du contre-la-montre juniors
- 2012
  - 2e du Gran Premio dell'Arno
  - 3e du Giro del Mendrisiotto juniors
  -  Médaillé de bronze du championnat du monde sur route juniors
- 2014
  - 2e du championnat de Croatie du contre-la-montre
- 2015
  -  Champion de Croatie sur route espoirs
  - 2e du championnat de Croatie sur route
  - 9e du championnat d'Europe sur route espoirs
- 2016
  -  Champion de Croatie sur route espoirs
  - 2e du championnat de Croatie sur route
  - 2e du championnat de Croatie du contre-la-montre espoirs
  - 3e du Giro del Belvedere
- 2017
  -  Champion de Croatie sur route
- 2018
  -  Champion de Croatie du contre-la-montre
- 2019
  -  Champion de Croatie sur route
  -  Champion de Croatie du contre-la-montre
- 2020
  -  Champion de Croatie sur route
  -  Champion de Croatie du contre-la-montre

## Résultats sur les grands tours

### Tour d'Italie
1 participation
- 2020 : 99e

## Classements mondiaux
| Année                                 | 2013 | 2014 | 2015 | 2016 | 2017 | 2018  | 2019 | 2020 | 2021  |
| ------------------------------------- | ---- | ---- | ---- | ---- | ---- | ----- | ---- | ---- | ----- |
| Classement mondial                    |      |      |      | 697e | 689e | 1031e | 515e | 226e | 1534e |
| UCI Europe Tour                       | 844e | 547e | 359e | 425e | 417e | 640e  | 393e | 188e | 1077e |
| UCI Africa Tour                       | nc   | nc   | nc   | nc   | 254e | nc    |      |      |       |
|                                       |      |      |      |      |      |       |      |      |       |
| Légende : nc = non classéSource : UCI |      |      |      |      |      |       |      |      |       |

## Palmarès en cyclo-cross
- 2009-2010
  -  Champion de Croatie de cyclo-cross cadets